# Эмилий Макр
Эми́лий Макр (лат. Aemilius Macer; умер между 17 и 15 годами до н. э., Рим, Римская империя) — латинский дидактический поэт и учёный времен ранней Римской империи.

## Биография
Известно, что Макр происходил из семьи вольноотпущенников и родился в Вероне. Получив классическое образование, ещё в юности он перебрался в Рим. Дружил с Вергилием и Тибуллом. Публий Овидий Назон в «Скорбных элегиях» вспоминает, что ещё юношей он слушал Макра, который декламировал свои произведения, и восхищался им. Макр скончался в Риме в 16 году до н. э.
Макр писал дидактические поэмы по образцу александрийских поэтов. Сюжетом поэмы «Орнитогония» были превращения людей в птиц и гадание по птичьему полету. В «Фериаках» Макр писал об укусах ядовитых змей и животных, используя известное произведение греческого поэта Никандра Колофонского, а в поэме «О травах» — о лекарственных растениях. Произведения Макра использовал Вергилий, а также Марк Анней Лукан.
Макр был также источником сведений для Плиния Старшего, который на него ссылается в своей «Естественной истории». В Средние века Макра считали большим знатоком тайн природы. От названных произведений Макра сохранились разрозненные фрагменты.